# Association géorgienne en France
L’Association géorgienne en France est une association de la loi de 1901 de la République française, fondée en 1922 par des réfugiés politiques géorgiens qui s’étaient exilés en France à la suite de l’invasion de leur pays par les armées de la Russie soviétique. 

Couleurs de l’AGF (depuis 1922)

## But
Le but de l'association est l'union des Géorgiens résidant en France, qu'ils soient réfugiés, émigrés ou d'origine géorgienne, et quelle que soit leur nationalité, afin :
- d'assurer entre ses membres le maintien de la culture géorgienne et de ses traditions ; l'entraide matérielle, morale et intellectuelle ;
- de promouvoir le respect de l'indépendance de la Géorgie, de son intégrité territoriale, conformément aux idéaux du 26 mai 1918 (date du retour à l'indépendance) ;
- de participer à l'entretien des tombes géorgiennes du Carré géorgien du cimetière de Leuville-sur-Orge ;
- de contribuer à la diffusion de la culture, de l'histoire et de la langue géorgiennes ;
- de contribuer à l'intégration des Géorgiens (réfugiés ou émigrés) au sein de la société française ;
- d'apporter en cas de besoin à la Géorgie indépendante et à sa population une aide humanitaire, dans le respect des règles démocratiques et non partisanes[2].

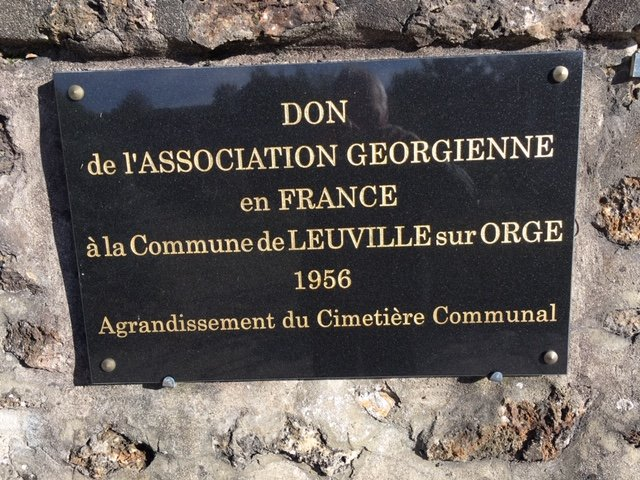
Carré géorgien du cimetière de Leuville-sur-Orge (1956)

## Activités
Outre les commémorations de dates incontournables, 26 mai 1918, 27-28 août 1924 et l’entretien des tombes abandonnées du carré géorgien du cimetière de Leuville-sur-Orge, l’Association géorgienne en France promeut des manifestations culturelles (projection de films, concerts) et estudiantines (soirées), ou des conférences. 
Elle soutient des actions humanitaires en Géorgie.  
Elle joue un rôle de vigie auprès des autorités et des médias français lorsque les intérêts vitaux de la Géorgie sont en jeu. En sus de bulletins d'information trimestriels, le comité directeur de l'association publie un rapport d'activité chaque année.

## Historique
Fondée à l’origine par des réfugiés politiques géorgiens arrivés en France en 1922 et considérant que leur séjour y était provisoire, l’association s’est enrichie en 1924 des participants à l’insurrection nationale géorgienne d’août ayant réussi à échapper à la répression soviétique, d’obédiences sociale-démocrate, sociale-fédéraliste ou nationale-démocrate. En 1944, des soldats géorgiens de l’Armée rouge ayant transité de l’URSS à la France, en passant par l'Allemagne selon les aléas de la Seconde Guerre mondiale, l’ont rejoint, réanimant la fibre nationale. Durant les années 1960 et 1970, elle accueille quelques rares dissidents géorgiens ayant pu traverser les frontières de l’URSS. Après le retour à l’indépendance, en 1991, et la guerre civile qui s’ensuit, des réfugiés politiques géorgiens d’une autre nature se réfugient en France. 

Couleurs de l’AGF (ajoutées en 2004)

Enfin, avec les années 2000, l’immigration géorgienne devient économique, professionnelle ou estudiantine, avec néanmoins un volet de demandeurs d’asile à la suite des conflits gelés en Abkhazie et en Ossétie du Sud. En 2013, les communautés géorgiennes en France comptaient environ 10 000 personnes.  
D’autres associations, ou institutions, se sont créées plus tard que l’Association géorgienne en France à l’initiative de Géorgiens résidents ou de Français d’origine géorgienne : elles sont souvent représentatives d’un périmètre géographique local (jumelages et coopérations franco-géorgiennes), d’objectifs culturels, ou cultuels,  de tendances politiques anciennes ou récentes ou humanitaires.

## Présidents
Depuis le mandat de son premier président, un ancien ministre des gouvernements de la République démocratique de Géorgie (1918-1921), l'association a à sa tête des personnalités nées en Géorgie ou en France (depuis 1981): 
- Guiorgui Jourouli de 1922 à 1928, l’un des fondateurs[13];
- Wakhtang Hambachidzé, trois fois président entre 1928 et 1947[14];
- Davit Skhirtladzé, une fois président entre 1928 et 1947[15];
- Yosseb Tsintsadzé, une fois président entre 1928 et 1947[16];
- Chalva Skamkotchaïchvili de 1947 à 1949,  initiateur du projet Carré géorgien du cimetière de Leuville-sur-Orge[17];
- Chalva Abdouchélichvili de 1949 à 1955, membre de la Résistance française à l’occupation allemande[18];
- Elisse Pataridzé de 1955 à 1961[19];
- Lévan Zourabichvili de 1961 à 1975, l’un des initiateurs de la création de la Paroisse orthodoxe géorgienne Sainte-Nino de Paris et finalisateur du projet Carré géorgien du cimetière de Leuville-sur-Orge[20];
- Victor Khomériki de 1975 à 1981, finalisateur de la scannérisation des archives de la République démocratique de Géorgie, pour dépôt des supports magnétiques en France, aux États-Unis et en Géorgie[21];
- Thamaz Naskhidachvili de 1981 à 1986, ancien combattant de l’armée française, initiateur de participations de l’AGF aux cérémonies de la flamme (Arc de Triomphe, Paris)[22];
- Othar Pataridzé de 1986 à 1989[23];
- Sergo Méliava de 1989 à 1992, initiateur d’une rénovation des statuts de l’AGF[24];
- Mme Lia Vodé de 1992 à 1994[25];
- Nodar Odichélidzé de 1994 à 1997[26];
- Tariel Zourabichvili de 1997 à 2003[27];
- Guia Sardjvéladzé de 2003 à 2006[28];
- Othar Zourabichvili, président depuis 2006, initiateur d’une rénovation des statuts de l’AGF[29].